# Angelo Michele Colonna

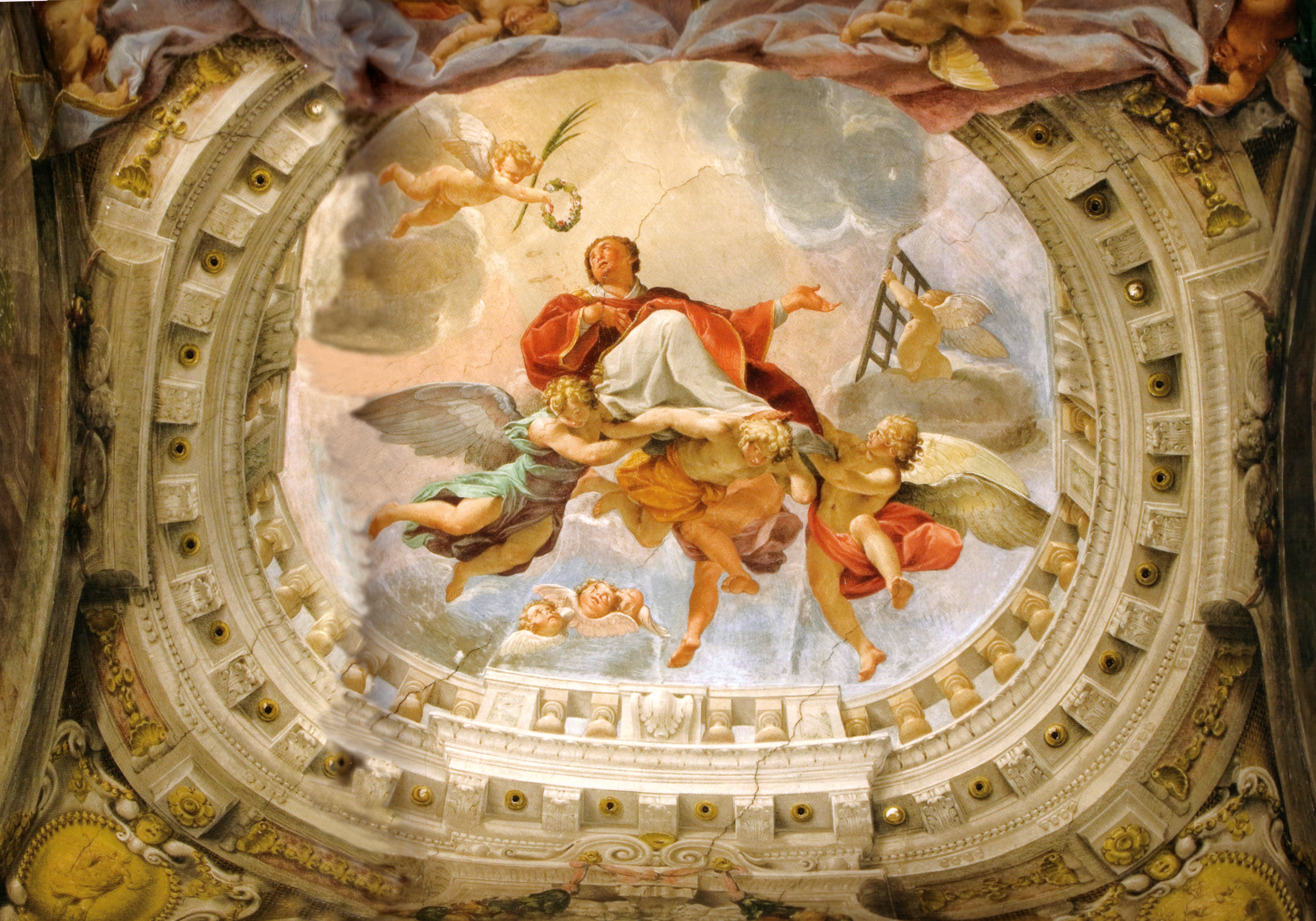
Glorificación de San Lorenzo, Florencia, Iglesia de San Miguel y Gaetano.

Angelo Michele Colonna (Cernobbio, 1604 - Bolonia, 1687) fue un pintor italiano del Barroco.

## Biografía
Nacido en Rovenna, comuna de Cernobio, se formó en Bolonia con Gabriello Ferrantini y más adelante con Girolamo Curti especializado en pinturas al fresco que imitaban espacios arquitectónicos, (género llamado en italiano quadratura). Con Curti trabajó en los frescos de Villa Malvasia, tomando contacto con Carlo Cesare Malvasia. A la muerte de Curti inició una estrecha colaboración con Agostino Mitelli, con quien trabajó en las decoraciones al fresco del Palacio Spada en Roma y del Palacio Pitti en Florencia, completando con sus figuras las arquitecturas fingidas de Mitelli. Valorados como los más destacados pintores de cuadratura del momento, ambos se encargaron de la decoración del palacio Sassuoli, cerca de Módena, y de las pinturas al fresco en diversas iglesias de Rímini, Bolonia y otras localidades italianas.
Llamado por intermediación de Velázquez a la corte de Felipe IV, junto con Agostino Mitelli, marchó a España en 1658. En Madrid trabajó en el Alcázar y en el Palacio del Buen Retiro, además de en el convento de la Merced, donde sorprendió la muerte a Mitelli (1660). Ninguna de estas obras españolas se ha conservado, restando únicamente como muestra de su trabajo en España el boceto para un techo del Buen Retiro pintado en colaboración con Mitelli y conservado en el Museo Municipal de Madrid, en depósito del Museo del Prado. En 1662 retornó a Italia, dejando una influencia notable en pintores de la escuela madrileña como Francisco Rizi, Juan Carreño de Miranda, Claudio Coello y otros, e instaurando junto a su compañero la moda de la decoración ilusionista al fresco, hasta entonces prácticamente desconocida en España.